# (1950) Wempe
(1950) Wempe (aussi nommé 1942 EO) est un astéroïde de la ceinture principale, découvert le 23 mars 1942 par Karl Wilhelm Reinmuth à l'observatoire du Königstuhl de l'Université de Heidelberg, en Allemagne. 
Il a été nommé en hommage à Johann Wempe (de), astronome allemand.
Sa distance minimale d'intersection de l'orbite terrestre est de 1,14569 ua.